# Надеждов, Аркадий Борисович
Аркадий Борисович Надеждов (настоящая фамилия Каплан; 1886 — 18 октября 1939) — российский театральный режиссёр, заслуженный артист РСФСР (1928).

## Биография
Родился в семье портного в 1886 году. 
Работал в петербургском театре «Пассаж». После революционных событий бежал на Юг, в Ростов.
В 1920 году на сцене артистического кафе «Подвала поэтов» в ростовском театре «Театральная мастерская» Аркадий Надеждов поставил пьесу Велемира Хлебникова «Ошибка смерти»). Сам Хлебников присутствовал на репетициях.
В 1920-х годах Аркадий Надеждов жил в Таганроге, работал руководителем городского драматического театра. Был женат на актрисе Марии Гайдаровой. Впоследствии переехал в Ярославль, где служил главным режиссёром знаменитого драматического театра имени Волкова.
С 1937 по 1939 год Аркадий Надеждов работал главным режиссёром во владивостокском Приморском театре им. Горького.
18 октября 1939 года Аркадий Борисович Надеждов умер от внезапной остановки сердца. С почестями, каких до того не знал ни один театральный деятель Владивостока, Надеждов был похоронен на городском Эгершельдском кладбище.
Брат — Михаил Борисович Каплан (1885—1949), заведующий, заместитель директора Музея революции.

## Цитаты
- «Второй режиссёр — открытый, живой красавец Аркадий Борисович Надеждов. Этот играл и в провинции, и с Далматовым, и у Марджанова, от которого подхватил словечко „статуарно“. Работал Надеждов и у нас, и в полухалтурном театре (кажется, называли его „Свободный“), и ставил массовые зрелища в первомайские или октябрьские дни… Он внес в Театральную мастерскую веселый, легкий дух профессионального театра. На так называемых режиссёрских экспозициях был он смел и совершенно беспомощен. Нес невесть что. А ставил талантливо. Не было у него никакой системы, нахватал он отовсюду понемногу — это сказывалось в его речах. Но вот он приступал к делу. Его красивое лицо умнело, становилось внимательным. Любовь к театру, талант и чутье помогали ему, а темперамент заражал актеров. Как это ни странно, но столь непохожие друг на друга режиссёры наши никогда не ссорились. Впрочем, Надеждов был уживчив, да и вряд ли считал Мастерскую основным своим делом. Чего же тут было делить ему с Любимовым? Надеждов поставил у нас „Гондлу“ Гумилева и „Иуда — принц Искариотский“ Ремизова»[6] — Евгений Шварц.

- «Аркадий Борисович красавец, но несколько чересчур шумен. Кутил. Дрался. Скандалил. Пытался в зоологическом саду накормить слона французскими булочками досыта. По его приказу носили сторожа корзину за корзиной. Влюблялся. Имел у женщин успех. Одна поэтесса написал, что у него «тигра горделивая повадка». Остепенившись, стал режиссером, худруком, получил заслуженного деятеля искусств. Работал шумно, храбро до наглости, но талантливо. Одаренность и уберегла его от последствий невинности в области каких бы то ни было познаний. Вероятно, и беллетристику читал он разве только за обедом. Некогда было. Его породистость носила характер гвардейский»[7] — Евгений Шварц.

## Постановки
- 1920 — «Ошибка смерти» (В. Хлебников). Театральная мастерская, Ростов[3].
- 1920 — «Иуда — принц Искариотский» (А. Ремизов). Театральная мастерская, Ростов[2][6].
- 1920 — «Гондла» (Н. Гумилёв). Театральная мастерская, Ростов[2][8].
- 1939 — «Анна Каренина». Приморский театр им. Горького, Владивосток[9].

## Театры, в которых работал А. Б. Надеждов
- Театр «Пассаж», Санкт-Петербург.
- «Театральная мастерская», Ростов.
- Таганрогский драматический театр, Таганрог.
- Российский театр драмы имени Ф. Волкова, Ярославль[4]
- Приморский театр им. Горького (1937—1939)[1]

## Семья
- Гайдарова, Мария Георгиевна (1899—1986) — жена, актриса Камерного театра Александра Таирова, Таганрогского драматического театра, Приморского драматического театра им. Горького.
- Каплан, Михаил Борисович (1885—1949) — брат, директор Музея революции в Петрограде/Ленинграде с 1919 по 1930 г.